# Jana Ziegelheimová
Jana Ziegelheimová (* 1977) je česká sportovkyně, která se věnuje sportu kendó. V únoru 2023 získala jako první Češka 7. dan kendó, dosud nejvyšší ocenění pro ženu ve Střední a Východní Evropě.  

## Sportovní kariéra
Jana Ziegelheimová začala s kendó v roce 1995 a již o dva roky později začala reprezentovat Českou republiku na mezinárodních soutěžích. V roce 2001 zvítězila v kategorii žen v Poháru České kendó federace (pod jménem Jana Schambergerová). V roce 2009 se stala mistryní České republiky a v roce 2012 se jí podařilo postoupit na mistrovství Evropy v kendó. Od té doby se zúčastnila mnoha mezinárodních soutěží, jako jsou mistrovství světa, mistrovství Evropy a Světová liga kendó. 

## Osobní život
Jana Ziegelheimová se narodila v roce 1977 v Bílině. Od dětství se věnovala sportu a začala s plaváním,[zdroj?] později se však zaměřila na kendó. V současné době[kdy?] pracuje jako trenérka kendó a věnuje se výuce této japonské bojové disciplíny. Kendó se věnuje také její manžel Jindřich Ziegelheim, s nímž mají tři děti.

## Výuka kendó
Jana Ziegelheimová má licenci 7. dan a své zkušenosti a znalosti předává nejen v České republice, ale také v zahraničí, kde vedla například tréninky v Německu, Polsku a Japonsku. V roce 2015 založila vlastní kendó klub a od té doby se věnuje také rozvoji kendó komunity v České republice, nejprve v Bílině a poté v Praze. V roce 2013 vydali spolu s manželem Jindřichem Ziegelheimem knihu Kendó – tři spojené kruhy. V roce 2019 spolu přeložili knihu japonského mistra v kendó Hiroši Ozawy s názvem Kendó: úplný průvodce (Praha: Argo, 2019).

## Publikace
- Ziegelheim, Jindřich a Jana Ziegelheimová. Kendó: tři spojené kruhy. Jana Ziegelheimová: vlastním nákladem. ISBN 9788026030829
- Ozawa, Hiroshi. Kendó: úplný průvodce. Praha: Argo, 2019. ISBN 9788025729809